# Goniothalamus laoticus
Goniothalamus laoticus (Finet & Gagnep.) Bân – gatunek rośliny z rodziny flaszowcowatych (Annonaceae Juss.). Występuje naturalnie w Tajlandii, Laosie oraz w południowych Chinach (w południowej części Junnanu). 

## Morfologia
PokrójZimozielone drzewo dorastające do 10 m wysokości.
LiścieMają podłużny kształt. Mierzą 13–18 cm długości oraz 3–5 cm szerokości. Są skórzaste. Blaszka liściowa jest o tępym wierzchołku. Ogonek liściowy jest nagi i dorasta do 7 mm długości.
KwiatyZebrane po 3–4 w pęczki, rozwijają się w kątach pędów. Mierzą 12 mm średnicy. Działki kielicha mają kształt od owalnego do prawie okrągłego, są wyprostowane, owłosione od wewnętrznej strony. Płatki zewnętrzne są owłosione i mają lancetowaty kształt, natomiast wewnętrzne mają odwrotnie jajowaty kształt, są owłosione, dłuższe od zewnętrznych, z orzęsionymi brzegami. Kwiaty mają 10 nagich owocolistków o podłużnym kształcie.

## Biologia i ekologia
Rośnie w gęstych lasach. Występuje na wysokości do 700 m n.p.m. Kwitnie od kwietnia do czerwca, natomiast owoce dojrzewają od lipca do października.